# 大气探测
大气探测是对表征大气状况的气象要素、天气现象及其变化的过程进行个别的或系统的、连续的观察和测定，并对获得的记录进行整理。根据探测的范围和对象，大气探测可以分为地面气象观测、高空气象观测和专业性气象观测。